# Ship to Gaza
Ship to Gaza ist eine griechisch-schwedische Initiative zur Brechung der israelisch-ägyptischen Blockade des Gazastreifens. Sie wurde bekannt durch den Zwischenfall um den Schiffskonvoi nach Gaza am 31. Mai 2010.
Die griechische Initiative wurde am 25. Februar 2010 gegründet. Die schwedische Initiative ist ebenfalls seit 2010 aktiv. Ihre Sprecher sind der Jazzmusiker Dror Feiler und der Religionshistoriker Mattias Gardell.

## 2010
Ship to Gaza war Ende Mai 2010 am Konvoi nach Gaza mit zwei Schiffen unter griechischer Flagge beteiligt. Die Sfendoni (Σφενδόνη, deutsch etwa Katapult) ist ein unter griechischer Flagge fahrendes Passagierschiff, das zusammen mit der European Campaign to End the Siege of Gaza betrieben wird. Das Schiff verließ gemeinsam mit der unter US-amerikanischer Flagge fahrenden Challenger 1 (betrieben vom Free Gaza Movement) den Hafen Piräus am 25. Mai 2010, um sich vor der Küste Zyperns mit den übrigen Schiffen zu treffen. Die Sophia (auch genannt Eleftheri Mesogeios 7 Eλεύθερη Mεσόγειος, Freies Mittelmeer) ist ein von der schwedischen Organisation betriebenes Motorschiff. Mit der „Sophia“ reiste der schwedische Schriftsteller Henning Mankell.
Die Republik Zypern verweigerte dem Konvoi auf Bitten Israels das Auslaufen von einem ihrer Häfen, so dass die Betreiber zunächst Nordzypern anliefen und von dort aus Kurs auf die Küste des Gazastreifens nahmen.
Bei dem Zwischenfall am 31. Mai 2010 enterte die israelische Marine in internationalen Gewässern die mit Hilfsgütern für den Gazastreifen beladenen Schiffe, mit denen verschiedene Gruppen eine Seeblockade brechen wollten, die Israel seit 2007 nach der gewaltsamen Machtübernahme des Gazastreifens durch die Hamas eingerichtet hatte.
Bei Kampfhandlungen mit israelischen Soldaten auf dem Schiff Mavi Marmara wurden neun Aktivisten getötet und über 40 von ihnen sowie sieben israelische Soldaten verletzt.

## 2012
Im Herbst 2012 entsandte Ship to Gaza den finnischen Dreimast-Gaffelschoner Estelle mit Hilfsgütern in Richtung des Gazastreifens. Das Schiff wurde am 19. Oktober von israelischen Soldaten geentert und nach Aschdod geleitet.